# Saison 9 de Chicago Fire
Chronologie
Saison 8 Saison 10
Cet article présente les épisodes de la neuvième saison de la série télévisée américaine Chicago Fire.

## Généralités
- Aux États-Unis, la saison a été diffusée à partir du 11 novembre 2020 sur le réseau NBC[1].
- Au Canada, la saison est diffusée en simultanée sur le réseau Citytv.

## Distribution

### Acteurs principaux
- Jesse Spencer (VF : Guillaume Lebon) : Capitaine Matthew Casey
- Taylor Kinney (VF : Thomas Roditi) : Lieutenant Kelly Severide
- Kara Killmer (VF : Victoria Grosbois) : Sylvie Brett
- Eamonn Walker (VF : Thierry Desroses) : Chef de bataillon Wallace Boden
- David Eigenberg (VF : Franck Capillery) : Lieutenant Christopher Herrmann
- Joe Minoso (VF : Loic Houdré) : Joe Cruz
- Christian Stolte (VF : Paul Borne) : Randy « Mouch » McHolland
- Miranda Rae Mayo (VF : Charlotte Corréa) : Stella Kidd
- Alberto Rosende (VF : Hugo Brunswick) : Blake Gallo
- Daniel Kyri (VF : Mike Fédée) : Darren Ritter, pompier du camion No. 51
- Adriyan Rae (en) : Gianna Mackey, ambulancière de l'ambulance No. 61 (épisodes 1 à 9)

### Acteurs récurrents
- Randy Flagler (de) (VF : Jean-Alain Velardo) : Harold Capp, pompier du camion No. 3.
- Anthony Ferraris : Tony Ferraris, pompier du camion No. 3.
- Robyn Coffin (VF : Nathalie Gazdik) : Cindy Herrmann, la femme de Christopher Herrmann.
- Kristen Gutoskie : Chloé, la femme de Joe Cruz.
- Hanako Greensmith : Violet Lin, ambulancière
- Katelynn Shennett : Kylie Estevez
- Jon-Michael Ecker (en) : Lieutenant Greg Grainger

### Invités crossovers
- Marina Squerciati : officier Kim Burgess
- Amy Morton : Sergent Trudy Platt
- Yaya DaCosta : Infirmière April Sexton

## Liste des épisodes

### Épisode 1:La Chasse au trésor
- États-Unis /  Canada : 11 novembre 2020 sur NBC / Citytv
- France : 6 septembre 2021 sur 13ème rue
- Belgique : 7 janvier 2022 sur RTL-TVI
- Suisse : 31 octobre 2021 sur RTS 1

- Marina Squerciati : Kim Burgess

### Épisode 2:ce genre de chaleur
- États-Unis /  Canada : 18 novembre 2020 sur NBC / Citytv
- France : 6 septembre 2021 sur 13ème rue
- Belgique : 7 janvier 2022 sur RTL-TVI

### Épisode 3:La «Fracas thérapie»
- États-Unis /  Canada : 13 janvier 2021 sur NBC / Citytv
- France : 14 septembre 2021 sur 13ème rue
- Belgique : 14 janvier 2022 sur RTL-TVI

### Épisode 4:La Guerre des beignets
- États-Unis /  Canada : 27 janvier 2021 sur NBC / Citytv
- France : 14 septembre 2021 sur 13ème rue
- Belgique : 14 janvier 2022 sur RTL-TVI

- Amy Morton : Trudy Platt
- Jon-Michael Ecker (en) : Lieutenant Greg Grainger
- Sasha Neboga : Sydney McMillan

### Épisode 5:Mon jour de chance
- États-Unis /  Canada : 3 février 2021 sur NBC / Citytv
- Belgique : 21 janvier 2022 sur RTL-TVI

### Épisode 6:Faire tout sauter
- États-Unis /  Canada : 10 février 2021 sur NBC / Citytv
- Belgique : 21 janvier 2022 sur RTL-TVI

### Épisode 7:Les Sans-abris
- États-Unis /  Canada : 17 février 2021 sur NBC / Citytv
- Belgique : 28 janvier 2022 sur RTL-TVI

Jon-Michael Ecker

### Épisode 8:Issue de secours
- États-Unis /  Canada : 10 mars 2021 sur NBC / Citytv
- Belgique : 28 janvier 2022 sur RTL-TVI

### Épisode 9:De surprise en surprise
- États-Unis /  Canada : 17 mars 2021 sur NBC / Citytv
- Belgique : 4 février 2022 sur RTL-TVI

### Épisode 10:La Remplaçante
- États-Unis /  Canada : 31 mars 2021 sur NBC / Citytv
- Belgique : 4 février 2022 sur RTL-TVI

### Épisode 11:Encore une chance
- États-Unis /  Canada : 7 avril 2021 sur NBC / Citytv
- Belgique : 11 février 2022 sur RTL-TVI

Jon-Michael Ecker

### Épisode 12:Pompier dans le sang
- États-Unis /  Canada : 21 avril 2021 sur NBC / Citytv
- Belgique : 11 février 2022 sur RTL-TVI

Jon-Michael Ecker

### Épisode 13:Au bout du fil
- États-Unis /  Canada : 5 mai 2021 sur NBC / Citytv
- Belgique : 18 février 2022 sur RTL-TVI

Jon-Michael Ecker

### Épisode 14:Qu'est ce qu'on fera ensuite?
- États-Unis /  Canada : 12 mai 2021 sur NBC / Citytv
- Belgique : 18 février 2022 sur RTL-TVI

John Patrick Hayden

### Épisode 15:Une peur bleue
- États-Unis /  Canada : 19 mai 2021 sur NBC / Citytv
- Belgique : 25 février 2022 sur RTL-TVI

### Épisode 16:Des gens bien
- États-Unis /  Canada : 26 mai 2021 sur NBC / Citytv
- Belgique : 25 février 2022 sur RTL-TVI